# Marsuinul (U-Boot)
Die NMS Marsuinul (deutsch: „der Tümmler“) war ein 1941 vom Stapel gelaufenes U-Boot der rumänischen Marine. Es war das erste in Rumänien gebaute U-Boot und wurde ab 1944 im Schwarzen Meer eingesetzt. 1944 beschlagnahmte die Sowjetunion es, benannte es in TS-2 um und reihte es in ihre Schwarzmeerflotte ein. 1950 wurde es abgewrackt.

## Bau und technische Daten

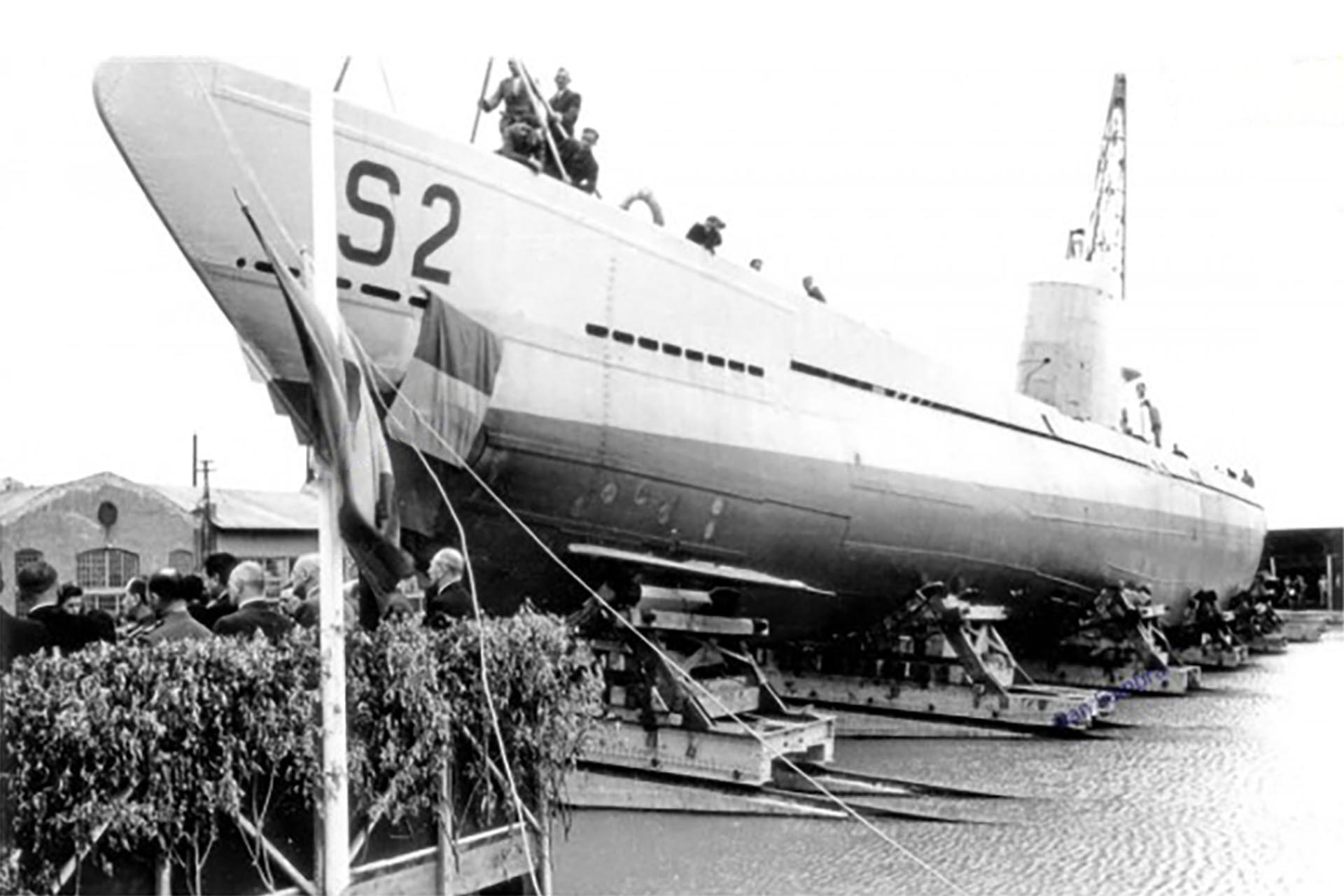
Stapellauf der Marsuinul im Mai 1941

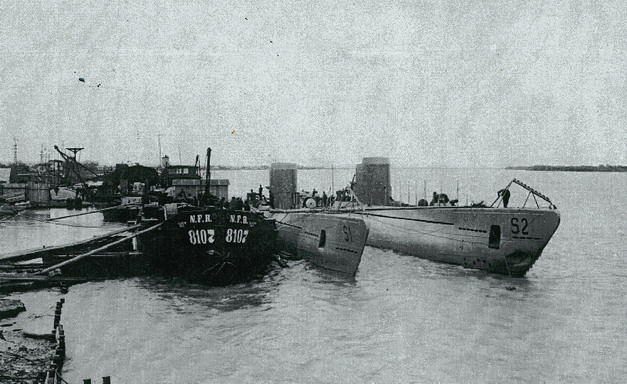
Rechinul (links) und Marsuinul (rechts) 1944 im Hafen

Bereits im Marinebauprogramm des Jahres 1927 hatte die rumänische Regierung das erste U-Boot vorgesehen und in Italien bestellt, konnte jedoch erst 1936 die Delfinul in Dienst stellen. Im nächsten Bauprogramm von 1937 waren drei weitere U-Boote vorgesehen, von denen zwei bestellt wurden. Die Konstruktion wurde an das niederländische Ingenieurskantoor voor Scheepsbouw (IvS) vergeben, einer niederländischen Tarnorganisation der deutschen Reichsmarine und dort als Projekt 298 bezeichnet. Unter dieser Bezeichnung lief dort auch die Entwicklung des Halb-Schwesterschiffes Rechinul.
Das Schiff wurde in Rumänien auf der Werft „Santieri Galati“ in Galați unter der Baunummer 929 im Jahr 1938 auf Kiel gelegt und mit technischer Unterstützung der AG Weser gebaut, bei der das Boot in Einzelteilen vorgefertigt wurde. Der Stapellauf fand am 4. Mai 1941 unter dem Namen Marsuinul und der Kennzeichnung S1 statt. Es dauerte noch bis Juli 1943, bis das Boot fertig gestellt und in diesem oder dem nächsten Monat an die rumänische Marine übergeben wurde.
Wie bei ihrem Halbschwesterschiff, der Rechinul, liegen zur Technik abweichende Angaben vor. Ihre Länge betrug 58,00 Meter, sie war 5,60 Meter breit und wies einen Tiefgang von 3,60 Metern auf. Die Verdrängung betrug über Wasser 620 ts. Es handelte sich um ein U-Boot mit einem kombinierten Antrieb aus Diesel- und Elektromotoren. Die beiden Dieselmotoren des Herstellers MAN lieferten zusammen eine Leistung von 1.840 PS. Die zwei Brown-Boveri-Elektromotoren gaben zusammen eine Leistung von 860 PS ab. Das Boot besaß zwei Wellen, die zwei Schrauben antrieben. Es erreichte über Wasser eine Geschwindigkeit von 16,0 Knoten, unter Wasser von 9 Knoten und hatte eine Reichweite von 8.000 Seemeilen. Das Boot hatte eine Tauchtiefe von 110 Metern. Die Besatzung bestand aus 45 Offizieren und Mannschaften.
Für den aufgetauchten Einsatz bestand die Bewaffnung aus einem 105-mm-Deckgeschütz, dazu kam eine 37mm-Flak. Das Boot verfügte über sechs Torpedorohre (vier im Bug, zwei im Heck). Im ursprünglichen Entwurf war die Marsuinul als Minenleger konzipiert und sollte 20 Minen mitführen können.

## Einsatz als rumänischeMarsuinul
Mit der Ablieferung an die Marine und der offiziellen Indienststellung im Juli 1943 war das Boot noch nicht bereit für einen Einsatz. Erst zu diesem Zeitpunkt ist beschlossen worden, vom Konzept eines Minenlegers abzusehen, sondern die Marsuinul als Angriffs-U-Boot zu verwenden. Für diesen Zweck wurden die Minenschächte verschlossen und der Raum für zusätzliche Tanks genutzt, die dem Boot erst die große Reichweite bzw. Seeausdauer ermöglichten. Nach Tests und dem Einfahren des Bootes wurde es erst im April 1944 als einsatzfähig eingestuft.
Bis zum Seitenwechsel Rumäniens von den Achsenmächten zu den Alliierten im August des Jahres unternahm das Boot lediglich eine einzige Feindfahrt, die vom 10. Mai bis 27. Mai 1944 dauerte. Die Fahrt sollte an die Kaukasus-Küste führen, doch bereits einen Tag nach dem Auslaufen wurde die Marsuinul zunächst irrtümlich von einem deutschen Räumboot, später von einem deutschen Flugzeug und herbeigerufenen Kriegsfischkuttern bis in den Abend mit Wasserbomben verfolgt. Das Boot wich über Zonguldak an der türkischen Küste aus, wurde am 14. Mai dann zum ersten Mal von sowjetischen Patrouillenbooten entdeckt und angegriffen. Diesmal wich die Marsuinul für einen Tag über Trabzon an der türkischen Küste aus und kehrte dann in das Einsatzgebiet zurück. Erneut wurde das Boot am 17. Mai entdeckt und die folgenden Tage verfolgt. Einige Tage später, am 20. Mai, führte sie ein (unbestätigtes) Gefecht mit einem sowjetischen U-Boot, am darauf folgenden Tag griffen 45 Seemeilen südwestlich von Batumi sowjetische Einheiten die Marsuinul erneut mit Wasserbomben an, durch die das Boot beschädigt wurde und anschließend nicht mehr einsatzfähig war.

## Sowjetisches BootTS-2
Als am 23. August 1944 in Rumänien der Staatsstreich stattfand und das Land anschließend auf Seiten der Alliierten weiterkämpfte, befand sich die Marsuinul in Konstanza. Wenige Tage später, am 29. August, besetzten sowjetische Kräfte zunächst das Boot und beschlagnahmten es – wie alle rumänischen Marineeinheiten – am 5. September. Am 20. Oktober wurde das Boot in der sowjetischen Schwarzmeerflotte als TS-2 in Dienst gestellt.
Lange währte der Verbleib in der sowjetischen Flotte nicht: Beim Entladen von Torpedos im Hafen von Poti explodierte am 20. Februar 1945 ein Torpedo. 14 Männer starben und das Boot sank im Hafen. Zwar wurde es noch am 28. Februar gehoben und zur Reparatur nach Sewastopol geschleppt, doch nicht mehr in Dienst gestellt. Dennoch erhielt sie im August 1947 die neue Kennung N-40 und im Juni 1949 S-40, verblieb aber in der Flottenliste. Im November 1950 wurde sie ausgemustert und anschließend ab Dezember abgewrackt.